# Secció d'atletisme del Futbol Club Barcelona
La secció d'atletisme del Futbol Club Barcelona va ser creada oficialment el 1915, tot i que ja existia activitat atlética des del 1900. Actualment el seu directiu responsable és Josep Cubells i compta amb les instal·lacions de la Ciutat Esportiva Joan Gamper a Sant Joan Despí i l'estadi Serrahima de Barcelona.

## Història
És la secció més antiga del club després del futbol. Es va crear oficialment el 1915, tot i que ja existia activitat atlética des del 1900. Entre 1918 i 1920 va haver suspensió d'activitats per discrepàncies entre la directiva i els atletes. La primera gran figura de la secció fou Pere Prat. Després d'uns anys de decadència, després de la Guerra Civil, el Marquès de la Mesa de Asta li donà un nou impuls. Als anys 60 hi hagué una nova devallada a causa d'una fase d'austeritat imposada pel president Llaudet, però entre 1975 i 1986 hi hagué una nova revifalla amb un domini aclaparador de l'atletisme espanyol. A partir d'aquest any el pressupost es reduí dràsticament, ja que no es podia competir amb els clubs patrocinats per marques comercials. Actualment és una secció amateur i bàsicament formativa. L'equip femení de la secció començà a competir a mitjans dels anys seixanta.

## Palmarès

### Individuals

#### Medalles olímpiques
- Los Angeles 1984: José Manuel Abascal bronze als 1500m.
- Tòquio 2020: Yulimar Rojas or al triple salt.[6]
- Paris 2024: Jordan Díaz or al triple salt.

#### Altres títols internacionals
- Campions d'Europa: 1985 (Colomán Trabado, or als 800), 2024 (Jordan Díaz, or al triple salt)
- Campions d'Europa en pista coberta: 1986 (Abascal, or als 1500m), 1986 (Javier Moracho, or als 60 metres tanques), 1986 (Benjamín González, or als 400 metres), 2007, Birmingham (Jackson Quiñónez, bronze als 60 metres tanques)
- Campions del món: 2017 (Yulimar Rojas, or al triple salt), 2019 (Yulimar Rojas, or al triple salt), 2022 (Yulimar Rojas, or al triple salt), 2023 (Yulimar Rojas, or al triple salt)
- Campions del món en pista coberta: 2018 (Yulimar Rojas, or al triple salt), 2022 (Yulimar Rojas, or al triple salt)

### Equips (43)
- Campionat d'Espanya d'atletisme per clubs masculí absolut (15): 1958, 1963, 1964, 1965, 1970, 1973, 1974, 1975, 1978, 1981, 1982, 1983, 1984, 1985, 1986
- Copa d'Espanya de clubs masculina absoluta (8): 1982, 1983, 1984, 1985, 1986, 1991, 1992, 2005
- Lliga Iberdrola femenina d'atletisme (1): 2021[7]
- Campionat de Catalunya de clubs masculí absolut (10): 1994, 1995, 1996, 1998, 1999, 2000, 2002, 2003, 2004, 2005
- Campionat de Catalunya d'atletisme per clubs femení absolut (9): 1994, 1995, 1996, 1997, 2000, 2001, 2002, 2003, 2005

## Resultats als campionats de Catalunya de Clubs
Aire lliure
|                                               | Campió                                                   |
| --------------------------------------------- | -------------------------------------------------------- |
| Absolut, categoria conjunta (2013-2022)       | 2013-2019, 2021-2022                                     |
| Sub20/Junior, categoria masculina (1992-2022) | 1994-1999, 2003-2005, 2007, 2010, 2015, 2016, 2018, 2021 |
| Sub20/Junior, categoria femenina (1992-2022)  | 1992, 2011, 2013, 2014, 2016, 2021                       |
| Sub16/Cadet, categoria masculina (1986-2022)  | 1986, 1989, 1990, 1992, 1996, 1997, 2000, 2001           |
| Sub16/Cadet, categoria femenina (1986-2022)   | 1987, 1989, 1990                                         |